# 移動店舗車

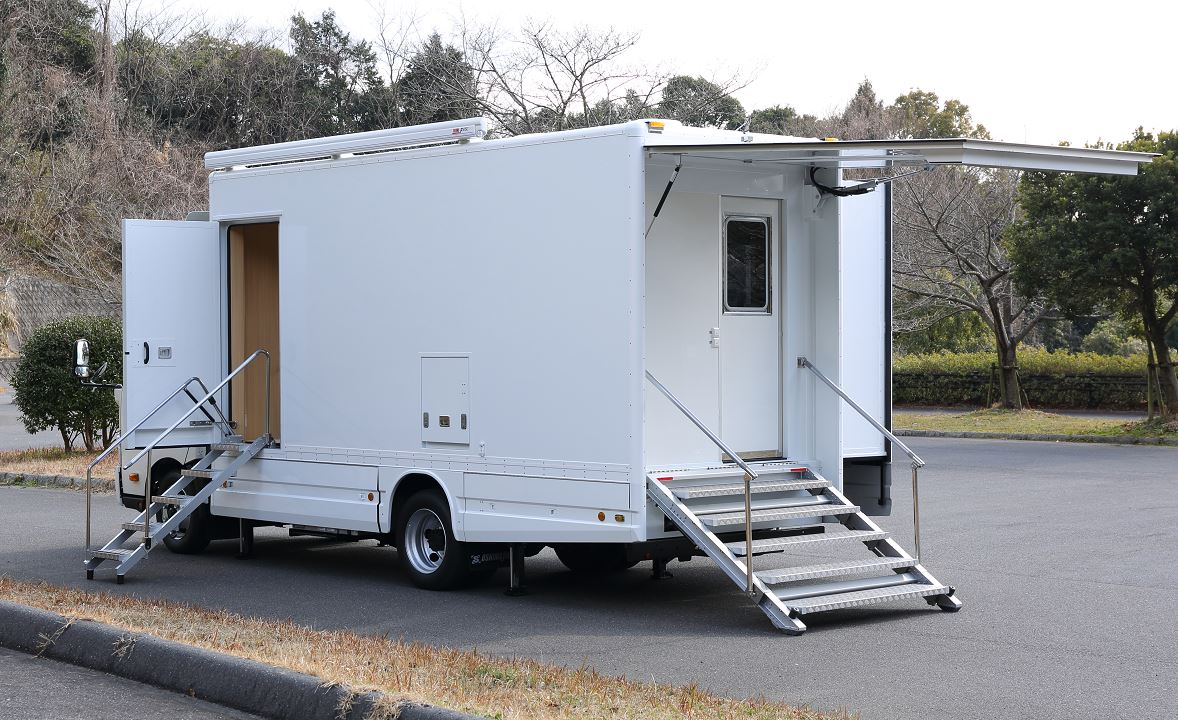
移動金融車

移動店舗車（いどうてんぽしゃ）とは、主にトラックを改造して車内に金融機関の店舗機能を設置した車両である。（数例のバス改造もあり）
一般的には8ナンバー登録特種用途自動車で製造されているが、積載面積の関係で1ナンバー貨物自動車登録の車両も存在する。近年では、移動金融店舗車、金融移動店舗車、移動金融車（登録商標）などとも呼ばれている。

## 目的
交通が不便な地域や、管轄本支店から距離がある地域での営業活動を行う。1970年代は、店舗拡大が追いつかず、都市近郊の住宅団地における営業用に導入される事例が多かった。その後、都市部では金融機関の店舗や、コンビニエンスストアの現金自動預け払い機(ATM)の普及により、導入する金融機関は減少した。
ところが、2011年の東日本大震災以降、 災害時の臨時店舗（BCP）や、高齢化に伴う人口減少、及び店舗統廃合の代替としての導入事例が増えている。直近では、農林中央金庫が費用を補助し農業協同組合（JAバンク）への導入を進めているほか、地方銀行・信用金庫・信用組合等の地域金融機関への導入も加速している。

### 導入金融機関及び愛称
【都市銀行・地方銀行・信用金庫・信用組合等】
| - 静岡銀行 「しずぎん クルリア」 - スルガ銀行 「アクセスビークル」 - 大垣共立銀行 「ひだ1号」 - 東北銀行「とうぎんキキララ号」 - 山陰合同銀行 「ごうぎん・こまち」 - 福井銀行「ふくぎんKuruza(クルーザー)」 - 京都銀行 「京銀『ながーい、おつきあい。』号」 - 常陽銀行「移動相談車」 - 阿波銀行「あわぎん号」 - 荘内銀行 「荘銀くらげGO（号）」 | - 滋賀銀行 「しがの助ＧＯ！」 - 青森銀行「aomo-bile あおも～びる」 - 群馬銀行「この街で」 - 仙台銀行「どこでも窓口」 - もみじ銀行「カープV号」 - 高知銀行「こうぎん号」 - 福邦銀行「ふくほう Park Go！」 - みなと銀行「みなとキャビン」 - 西京銀行「ACTシャトル号」 - イオン銀行 | - 磐田信用金庫 「ジュビロ号」 - 吉備信用金庫「スマイル相談車」 - 京都中央信用金庫「On Your Side 号」 - 呉信用金庫「スマイルくれもんGO」 - ぐんまみらい信用組合「鶴まう号」 - 鹿児島興業信用組合「こうしんカルガモ号」 - 七島信用組合「ジャンプくん号」 - 山梨県民信用組合 |

【農協・漁協】
| - JAやまがた 「ふれあい号」 - JA北さつま - JAいるま野 - JA高知県信連 - JA愛知東 - JA東京あおば - JAフルーツ山梨 - JA利根沼田 - JAおうみ富士 - JA北びわこ - JA津軽みらい 「みらい号」 - JA愛媛県信連 「ぱんジャ号」 - JA掛川市 「さすが号」 - JAごとう - JA延岡「そらたま号」 - JA京都市「はんなり号」 - JA尾道市 - JA安芸「ふれあい号」 - JA福井市 - JAこばやし - JAなすの「なっちゃん号」 - JAはが野 | - JA岩手ふるさと - JAながの - JAおおふなと - JAさつま日置「ふれあいヒオッキー号」 - JA能登わかば - JAからつ - JA松本ハイランド「ゆめピーちゃん号」 - JAいわでやま - JA長崎せいひ - JAオロロン - JA新はこだて - JA越前たけふ 「しきぶちゃん」 - JA伊豆太陽 「ひまわり号」 - JAかながわ西湘「きんじろう号」 - JA兵庫西「にっしい号」 - JA西都「虹のかけはし号」 - JAぎふ - JAあいち三河 - JAなんすん「さんみみ号」 - JA上伊那 - JAおおいた「かけはし号」 - JA玖珠九重「はねやま号」 | - JA鹿児島きもつき - JAあいら - JA佐野 「アイクル号」 - JA八戸 - JA山口中央 - JA山口大島 - JA南すおう - JA東京信連 - JA常陸 - JA三重南紀 - JAめぐみの「めぐライナー」 - JA秋田おばこ - JA秋田しんせい - JA三原「ふれあい号」 - JAいがふるさと「きずな号」 - JA大北 - JAふくおか八女「ふれあいジャフィーくん号」 - JA福岡京築 - JAみなみ信州「みなみちゃん号」 - JAあきた北央 - JA北越後「きたえちごGO！号」 - JA新いわて |

【その他】
- ブラジル銀行「BB Móvel」

2014年に閉店した茨城出張所・群馬支店等の窓口代替として導入。
- 日本郵便・移動郵便局 「ポスクル」

過疎地の簡易郵便局閉鎖等に伴う代替措置として導入された移動郵便局。日本郵便が銀行代理店として運営する貯金窓口機能だけでなく、ゆうちょ銀行のATMを搭載している。

### 店舗統廃合に伴う代替利用及び災害時利用
- イオン銀行
通常はイオンモールでの展開。熊本地震の際にはイオンモール熊本駐車場に派遣され展開された。また伊勢志摩サミットにも派遣された。
- 静岡銀行
無線通信機器及び、衛星通信機器を搭載。代替店舗としてだけでなく、万が一災害が発生した場合など、緊急時にも金融機能の提供が可能。
- セブン銀行 - 「セブン銀行ATM移動車」
東北地方太平洋沖地震の被災地支援にともない宮城県の一部のエリアに展開を始めた。
- 東邦銀行「ふるさと・ふくしま号」[18]「とうほう・みんなの移動店舗」[19]
東邦銀行の「ふるさと・ふくしま号」はATMと金融窓口機能を設置していた。
2台目の「とうほう・みんなの移動店舗」も同様の機能を備え、口座開設・解約手続きや公共料金の支払いなどに対応する。
- JA兵庫西　「にっしい号」
2018年7月に発生した西日本豪雨で被災した岡山県倉敷市真備町にあるJA岡山西へ移動店舗車を派遣。貯金の払い出し等に対応。
- JA尾道　
2018年7月に発生した西日本豪雨で被災した広島県内のJA安芸に移動店舗車を派遣。利用者の支援を行った。
- 仙台銀行
東日本大震災で被災し、営業再開できない[注釈 1]店舗が本来所在している地域向けに週1-2回程度、臨時窓口として展開。

### 過去に保有していた金融機関
- 富士銀行（現・みずほ銀行）
- 千葉銀行
- 武蔵野銀行
- 山陰合同銀行
- 札幌銀行「バンクル号」
- 西京銀行 「さいきょうきらら号」
- 香川相互銀行（現・香川銀行）
- 鹿児島銀行

以前過疎地での移動営業用として所有していたが、管轄地域に代理店を設置したため車両は廃止された。
通信回線は設置個所に別途電気とともに配線されたものを使用していた。

### ギャラリー

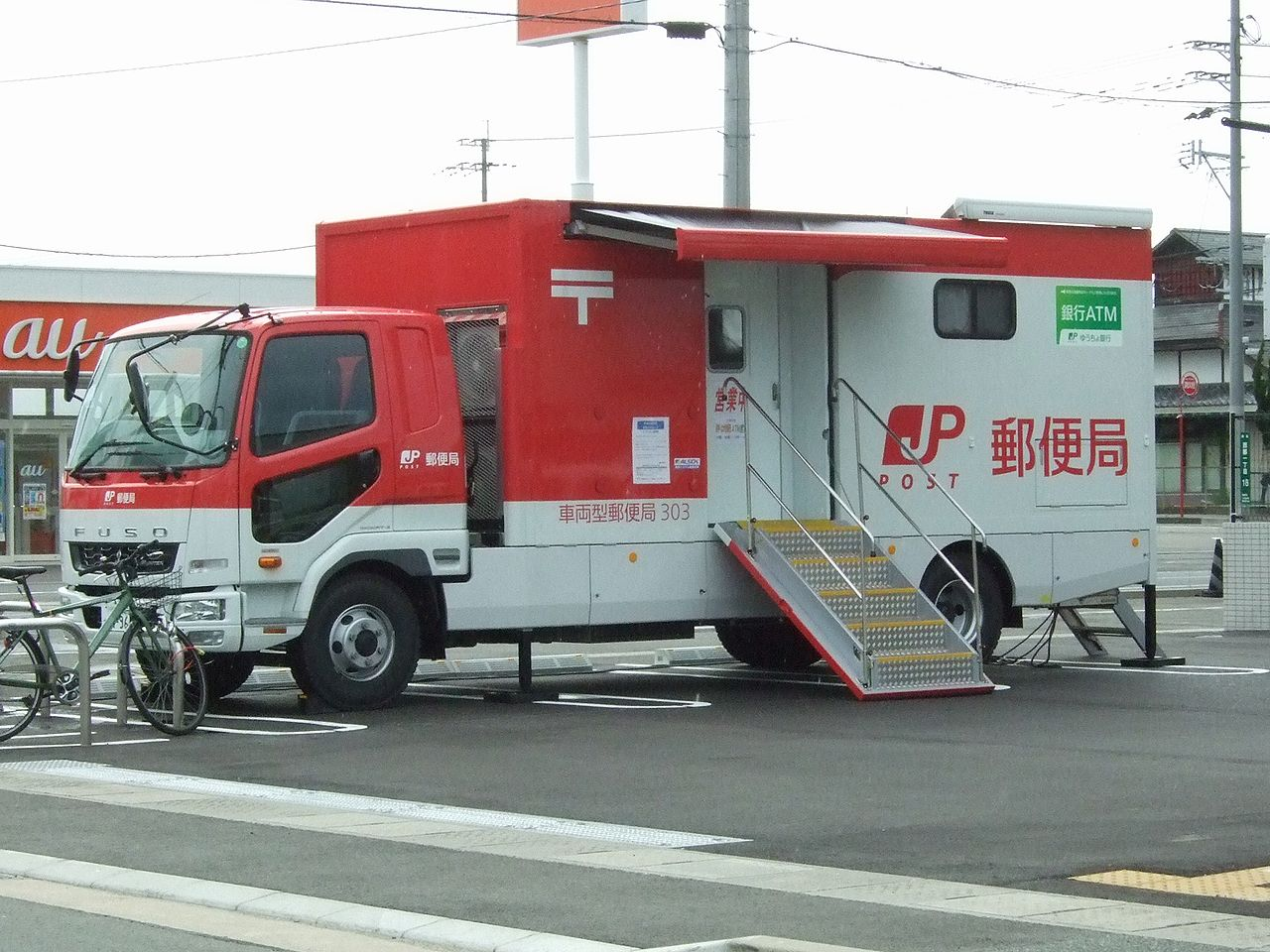
車両型郵便局
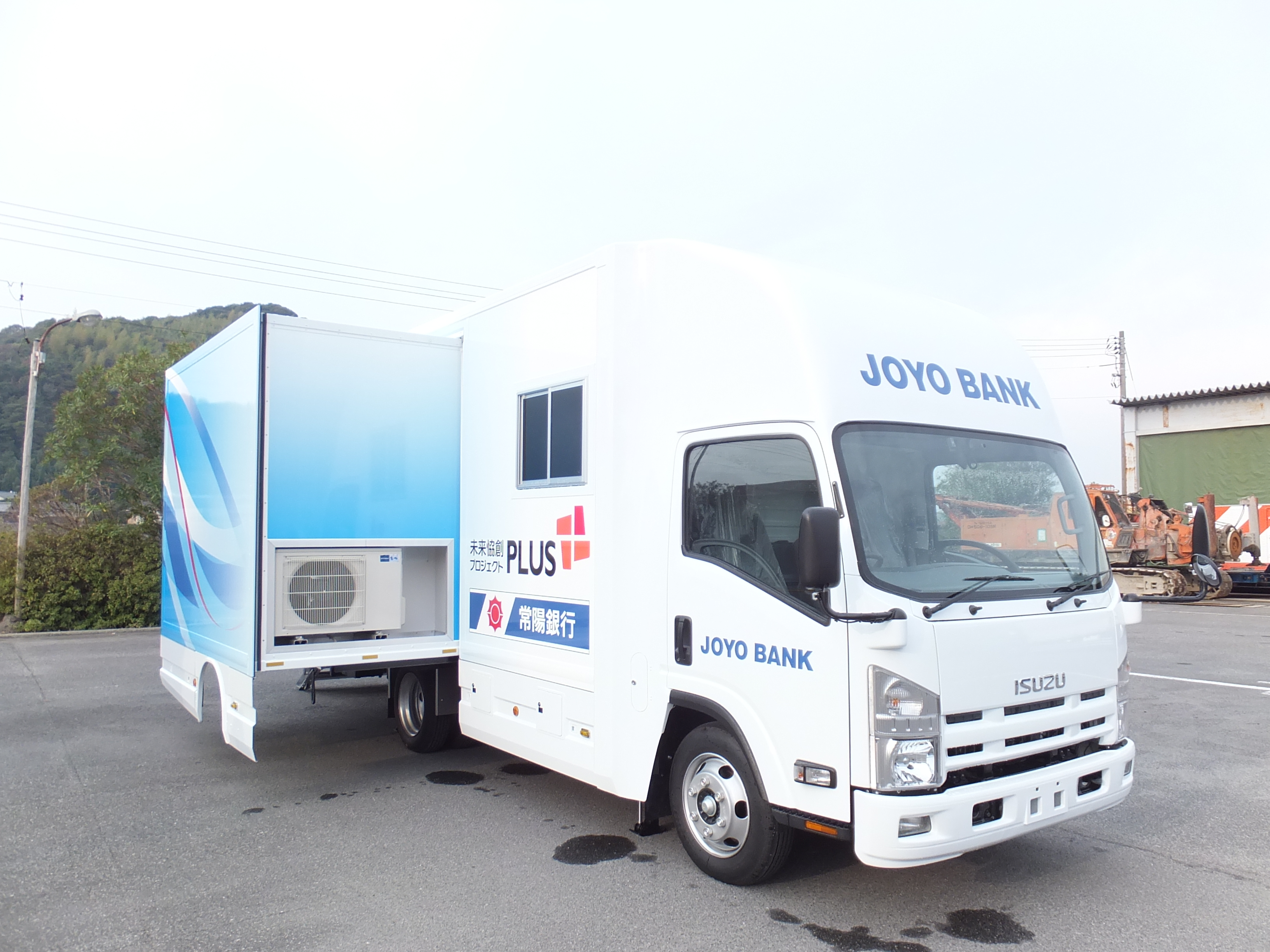
拡張の様子（常陽銀行）
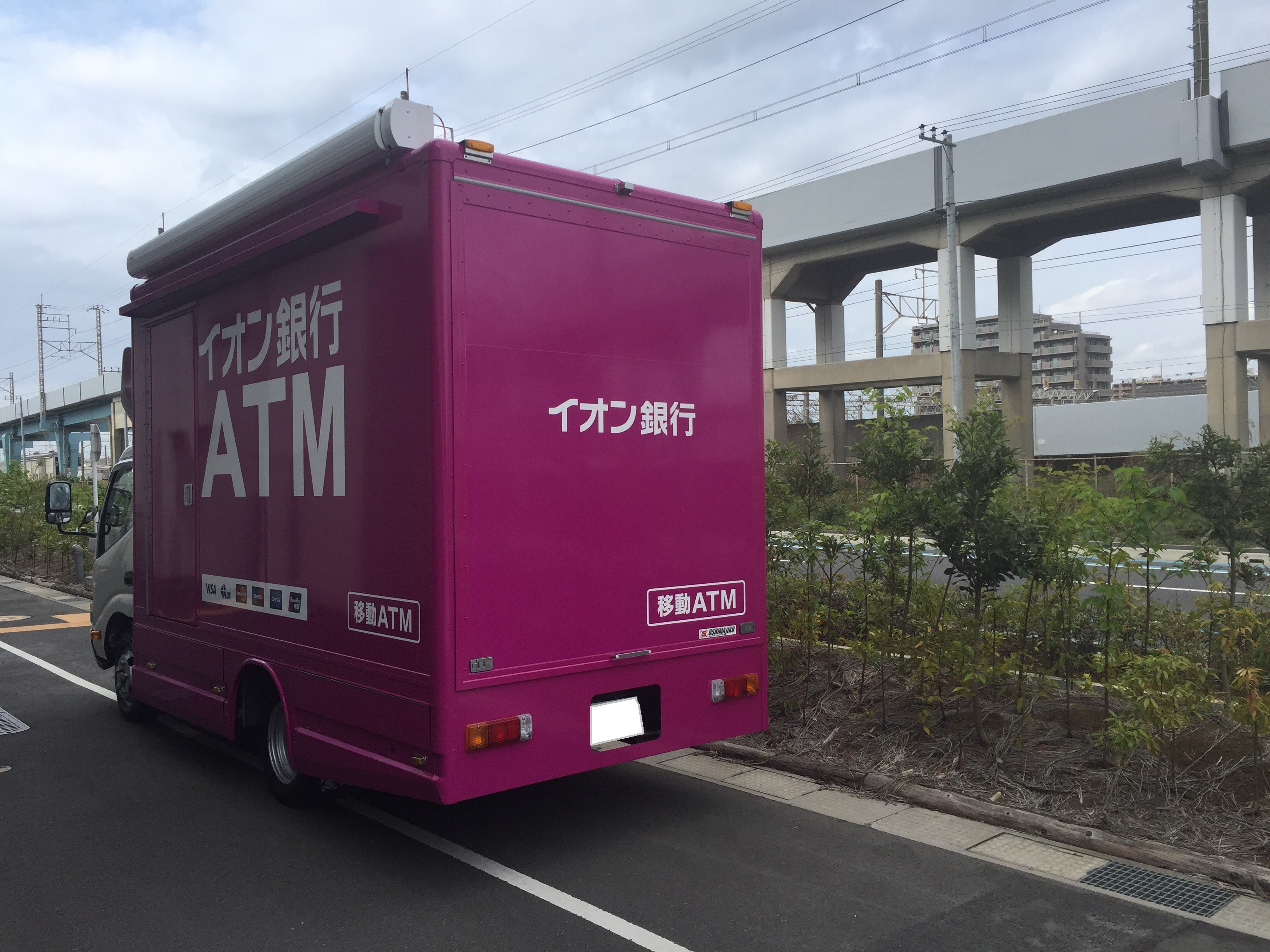
ATMのみの小型（イオン銀行）
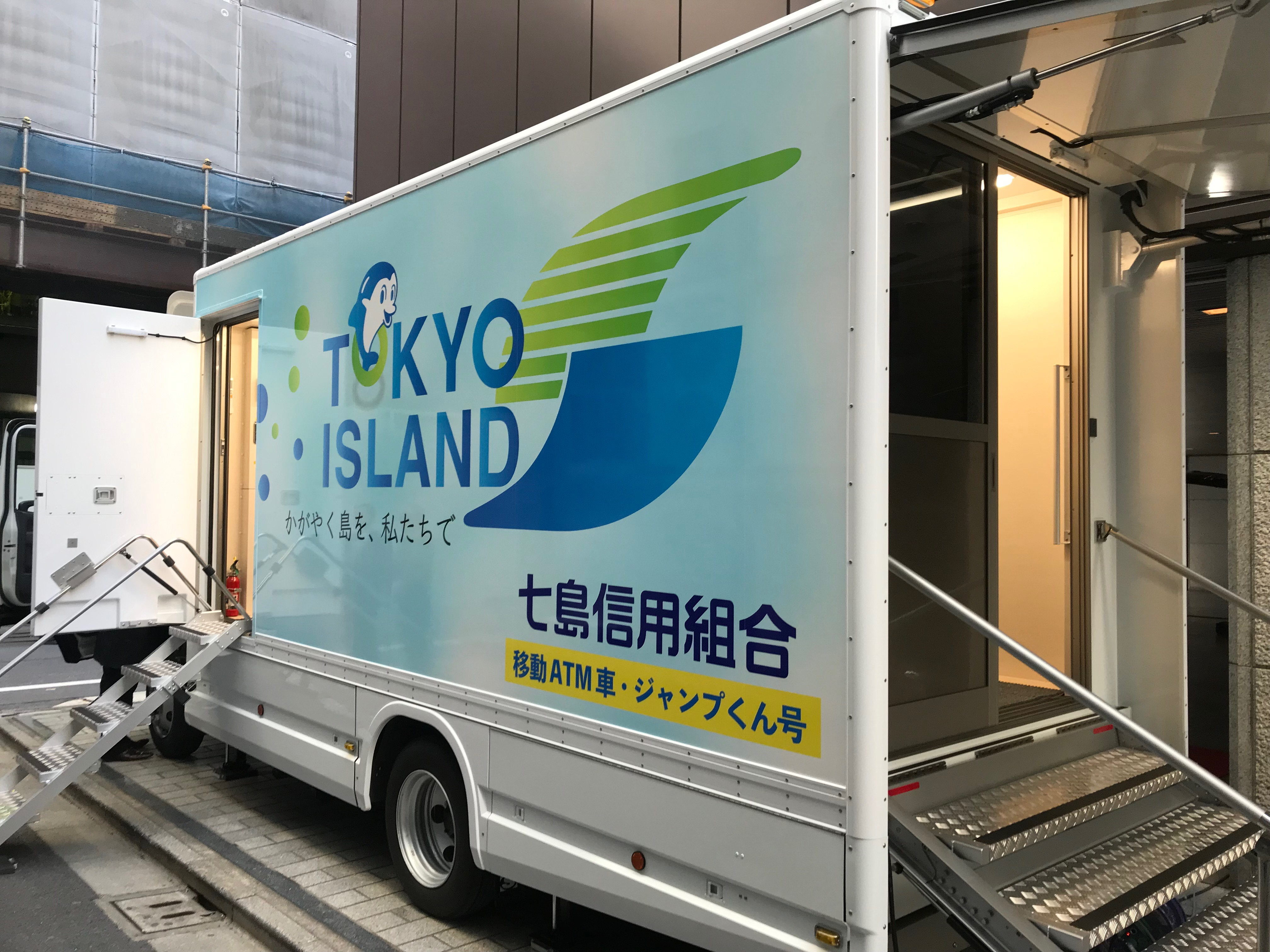
七島信用組合
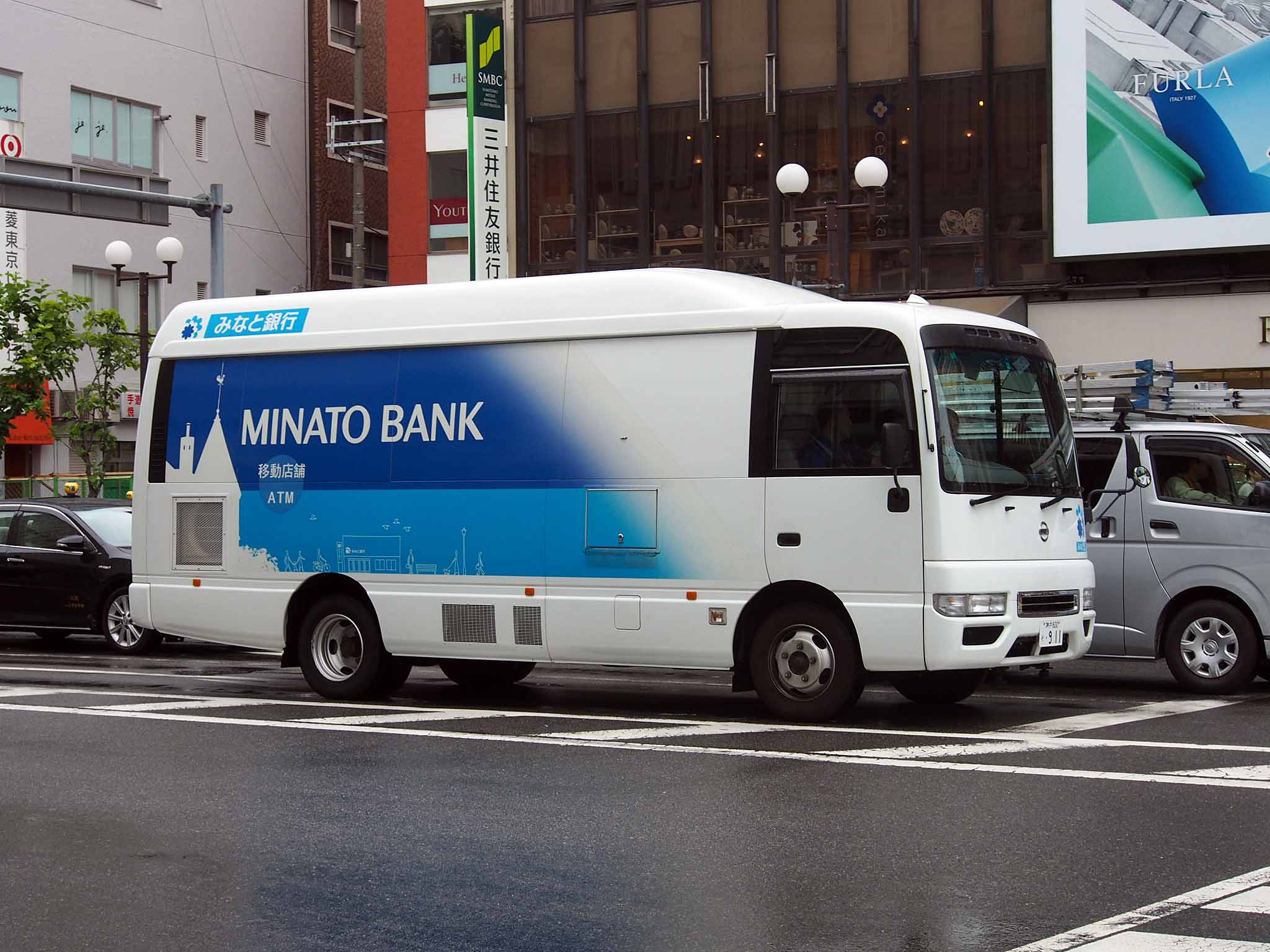
バス改造による例（みなと銀行）